# معاوقة عابرة
المعاوقة العابرة أو المعاوقة المميزة أو المعاوقة التمورية تُكتب في العادة (Z0) (بالإنجليزية: surge impedance)‏ لخط النقل المنتظم هي نسبة قيمة الجهد للتيار لموجة مفردة تنتشر على طول هذا الخط. تنتشر الموجة في اتجاه واحد دون أي انعكاس في الاتجاه الآخر. يمكن تعريفها أيضًا بدلاً من ذلك وعلى نحو مماثل على أنها معاوقة خط النقل عندما يكون طوله غير محدود. تُحدد المعاوقة العابرة بواسطة حسابات هندسة خطوط النقل والمادة المصنوعة منها هذه الخطوط، ولا تعتمد على طولها في حالة الخط المنتظم. وحدة المعاوقة العابرة حسب النظام العالمي للوحدات هي «أوم».
تكون المعاوقة العابرة لخط نقل مثالي (أي خالٍ من أي ضياعات في القدرة) حقيقية ليس فيها أي عنصر غير فعال أو قيم تخيلية، إذ تنتقل الطاقة من المصدر في أحد طرفي هذا الخط عبر الخط دون تبديدها في الخط نفسه. يظهر خط النقل المحدود للمصدر -سواء كان مثاليًا أم لا- في أحد الطرفين بمعاوقة تساوي المعاوقة العابرة مثل خط نقل طويل غير محدود ولا ينتج أي انعكاسات للموجات.

## نموذج خط النقل
المعاوقة العابرة {\displaystyle Z(\omega )} لخط النقل اللانهائي بتردد زاوي معين ω هي نسبة الجهد للتيار لموجة جيبية نقية من نفس التردد الزاوي تنتقل على طول الخط. يشمل هذا التعريف التيار المستمر من خلال جعل قيمة ω تساوي الصفر على طول خط النقل المحدود حتى تصل الموجة إلى نهايته. في هذه الحالة سيكون هناك بشكل عام موجة منعكسة تعبر خط النقل مرة أخرى في الاتجاه المعاكس، وتُضاف إلى الموجة المُرسلة عندما تصل هذه إلى المصدر ولن تكون نسبة الجهد للتيار عند بداية الخط هي المعاوقة العابرة. تسمى هذه النسبة الجديدة (أي نسبة الجهد للتيار) معاوقة المدخل. معاوقة المدخل لخط لا نهائي تساوي المعاوقة العابرة لأن الموجة المنقولة لا تنعكس أبدًا من نهاية الخط. يمكن إعادة تعريف المعاوقة العابرة لخط ما: هي تلك المعاوقة التي تنتج معاوقة مدخل ذات قيمة مساوية لها عندما يكون الخط لا نهائي. لأن الموجة المنقولة لا تنعكس أبدًا من نهاية الخط.
باستخدام معادلات التلغراف؛ فإن التعبير العام عن المعاوقة العابرة لخط النقل هو:
{\displaystyle Z_{0}={\sqrt {\frac {R+j\omega L}{G+j\omega C}}}}
حيث:
• R: هي المقاومة لك وحدة طول
• L: المحارضة لكل وحدة طول
• G: الموصلية لكل وحدة طول
• C: السعة لكل وحدة طول
• j: الوحدة التخيلية
• ω: التردد الزاوي
لا تعتمد المعاوقة العابرة على طول خط النقل بسبب افتراض وجود خط لا نهائي، ولأن قيم الوحدات تعين بالنسبة إلى «وحدة الأطوال»، وترتبط أطوار الجهد والتيار الكهربائي بالمعاوقة العابرة على الخط بالمعادلة التالية:
{\displaystyle {\frac {V^{+}}{I^{+}}}=Z_{0}=-{\frac {V^{-}}{I^{-}}}}
حيث يمثل الرمزان (+) و(-) على الترتيب موجات تتحرك للأمام وللخلف.

## الاشتقاق
المعادلات التفاضلية التي تصف اعتمادية الجهد والتيار على الزمن والمكان خطية، إذ يكون الجمع الخطي للحلول حلًا بحد ذاته. هذا يعني أنه يمكننا النظر في الحلول بدلالة الزمن، سيخرج معامل الزمن من المعادلة، وتصبح معادلة تفاضلية عادية لبقية المعاملات.
لنفترض أن
{\displaystyle V(x,t)\equiv V(x)\ e^{+j\omega t}}
و
{\displaystyle I(x,t)\equiv I(x)\ e^{+j\omega t}}
باعتبار الاتجاه الموجب للجهد والتيار في الدارة مع عقارب الساعة، سنجد أن:
{\displaystyle {\text{d}}V=-(R+j\omega L)\ I\ dx=-Z\ I\ {\text{d}}x}
و
{\displaystyle {\text{d}}I=-(G+j\omega C)\ V\ {\text{d}}x=-Y\ V\ {\text{d}}x}
أو
{\displaystyle {\frac {{\text{d}}V}{{\text{d}}x}}=-Z\ I}
و
{\displaystyle {\frac {{\text{d}}I}{{\text{d}}x}}=-Y\ V}
هاتان المعادلتان هما معادلتان تفاضليتان عاديتان. نقوم بالاشتقاق مرتين، لنحصل على:
{\displaystyle {\frac {{\text{d}}^{2}V}{{\text{d}}x^{2}}}=ZY\ V}
و
{\displaystyle {\frac {{\text{d}}^{2}I}{{\text{d}}x^{2}}}=ZY\ I}
لاحظ أن كلًا من الجهد والتيار يحققان نفس المعادلة. حيث {\displaystyle ZY}لا تعتمد على x و t؛ بالتالي يمكن تمثيلها بثابت {\displaystyle -k^{2}}. حيث:
{\displaystyle -k^{2}\equiv Z\ Y\ }
بالتالي
{\displaystyle j\ k=\pm {\sqrt {Z\ Y\ }}}
يمكننا كتابة المعادلة أعلاه كما يلي:
{\displaystyle k=\pm \omega {\sqrt {(L-jR/\omega )(C-jG/\omega )\ }}}
وهذا صحيح لجميع خطوط النقل. وبالنسبة لخطوط النقل النموذجية، التي صُمّمت لجعل الفقد في الحرارة R صغيرًا وتبدد العزل G منخفضًا، يكون الثابت k قريبًا جدًا من كونه رقمًا حقيقيًا:
{\displaystyle k\approx \pm \omega {\sqrt {LC\ }}.}
من خلال قيمة k  في المعادلة السابقة؛ ستظهر قيمة x كقيمة تخيلية {\displaystyle \ \pm j\ k\ x\ } في أحد الحلول الأسية للمعادلة مشابهًا لجزئية t كقيمة تخيلية {\displaystyle \ +j\ \omega \ t\ },بالتالي يكون الحل:
{\displaystyle V(x)=v^{+}\ e^{-jkx}+v^{-}e^{+jkx}}
حيث يكون{\displaystyle v^{+}} و{\displaystyle v^{-}} ثابتا التكامل. وعندما نعيد توحيد جزئية t كقيمة تخيلية #رمز#، نحصل على:
{\displaystyle V(x,t)\quad =\quad V(x)\ e^{+j\omega t}\quad =\quad v^{+}\ e^{-jkx+j\omega t}+v^{-}e^{+jkx+j\omega t}}
ونظرًا لأن معادلة التيار نفس النموذج في الأعلى، فإن حلها يكون:
{\displaystyle I(x)=i^{+}\ e^{-jkx}+i^{-}e^{+jkx}}
حيث {\displaystyle i^{+}} و{\displaystyle i^{-}} يمثلان ثابتا التكامل.
المعادلات المذكورة أعلاه هي الحل الموجي لـ (V) و(I)، ولكي تكون متطابقة؛ يجب أن تحققا المعادلات التفاضلية الأصلية، إحداها:
{\displaystyle {\frac {{\text{d}}V}{{\text{d}}x}}=-Z\ I}
وبتعويض الحلول في معادلات الجهد والتيار أعلاه، نحصل على:
{\displaystyle {\frac {\text{d}}{{\text{d}}x}}\left[v^{+}\ e^{-jkx}+v^{-}\ e^{+jkx}\right]=-(R+j\omega L)\left[\ i^{+}\ e^{-jkx}+i^{-}\ e^{+jkx}\right]}
أو
{\displaystyle -jk\ v^{+}\ e^{-jkx}+jk\ v^{-}\ e^{+jkx}=-(R+j\omega L)\ i^{+}\ e^{-jkx}-(R+j\omega L)\ i^{-}\ e^{+jkx}}
يُعزل الثابت الأسي e وتُجمع القوى المتطابقة، ولكي نحصل على جميع القيم الممكنة لـ x يجب أن يكون لدينا:
للمعامل
{\displaystyle e^{-jkx}\quad {\text{ : }}\quad -j\ k\ v^{+}=-(R+j\omega \ L)\ i^{+}}
وللمعامل
{\displaystyle e^{+jkx}\quad {\text{ : }}\quad +j\ k\ v^{-}=-(R+j\omega L)\ i^{-}}
وحيث أن
{\displaystyle jk={\sqrt {(R+j\omega L)(G+j\omega C)\ }}}
```

  

    

      

        
+

        

          

            

              
v

              

                
+

              

            

            

              
i

              

                
+

              

            

          

        

        
=

        

          

            

              
R

              
+

              
j

              
ω

              
L

            

            

              
j

              
k

            

          

        

        
=

        

          

            

              

                

                  
R

                  
+

                  
j

                  
ω

                  
L

                

                

                  
G

                  
+

                  
j

                  
ω

                  
C

                

              

            

            
 

          

        

        
≡

        

          
Z

          

            
o

          

        

      

    

    
{\displaystyle +{\frac {v^{+}}{i^{+}}}={\frac {R+j\omega L}{jk}}={\sqrt {{\frac {R+j\omega L}{G+j\omega C}}\ }}\equiv Z_{\text{o}}}

  

```

```

  

    

      

        
−

        

          

            

              
v

              

                
−

              

            

            

              
i

              

                
−

              

            

          

        

        
=

        

          

            

              
R

              
+

              
j

              
ω

              
L

            

            

              
j

              
k

            

          

        

        
=

        

          

            

              

                

                  
R

                  
+

                  
j

                  
ω

                  
L

                

                

                  
G

                  
+

                  
j

                  
ω

                  
C

                

              

            

            
 

          

        

        
≡

        

          
Z

          

            
o

          

        

      

    

    
{\displaystyle -{\frac {v^{-}}{i^{-}}}={\frac {R+j\omega L}{jk}}={\sqrt {{\frac {R+j\omega L}{G+j\omega C}}\ }}\equiv Z_{\text{o}}}

  

```

وللحصول على حلول صحيحة ممكنة:
{\displaystyle v^{+}=+Z_{\text{o}}\ i^{+}\quad {\text{ and }}\quad v^{-}=-Z_{\text{o}}\ i^{-}}
يمكن ملاحظة أن الثابت (Z0) المعرف في المعادلات أعلاه له أبعاد المعاوقة (نسبة الجهد للتيار) وهي دالة من الثوابت الأولية للخط وتردد التشغيل. يطلق عليها «المعاوقة العابرة» لخط النقل:
{\displaystyle Z_{\text{o}}\quad =\quad {\sqrt {{\frac {R+j\omega L}{G+j\omega C}}\ }}\quad =\quad {\sqrt {{\frac {L-jR/\omega }{C-jG/\omega }}\ }}}
وبالنسبة لأي خط نقل، وباعتبار أن قيمة R وG صغيرتان جدًا؛ فإنهما تهملان، وتصبح المعادلة:
{\displaystyle Z_{\text{o}}\approx {\sqrt {{\frac {L}{C}}\ }}}
وتصبح المعاوقة العابرة رقمًا حقيقيًا غير تخيّلي.

## خطوط النقل المثالية
يوفر تحليل الخطوط المثالية تقريبًا دقيقًا لخطوط النقل الحقيقية إذ تعمل على تبسيط المعادلات الرياضية في تصميم خطوط النقل. يُعرَّف الخط المثالي بأنه الخط الذي لا يحتوي على أي ضياع في الطاقة أي أنه خط نقل لا توجد به مقاومة ولا تبدد في العزل. هذا يعني أن الموصلات تتصرف مثل الموصلات المثالية والعوازل مثل العازل المثالية. بالنسبة لخط النقل المثالي؛ فإن قيمتي R وG تساويان الصفر، وبالتالي فإن معادلة المعاوقة العابرة المشتقة أعلاه تصبح:
{\displaystyle Z_{0}={\sqrt {\frac {L}{C}}}.}
لا تعتمد المعاوقة العابرة هنا على التردد. المعادلة أعلاه حقيقية تمامًا وليست مركبة (تخيلية)، لأن الوحدة التخيلية j ألغيت، ما يعني أن المعاوقة العابرة «أوميّة» بحتة. بالنسبة لخط النقل المثالي في هذه الحالة؛ فلا يوجد فقدان للتيار عبره، وبالتالي يبقى الجهد ثابتًا على طول الخط. يعد نموذج الخط المثالي تقريبًا مفيدًا للعديد من الحالات العملية، مثل خطوط النقل قليلة الخسارة في الطاقة، وخطوط النقل ذات التردد العالي، وتكون قيمتا R وG لكلتا هاتين الحالتين أصغر بكثير من ωL وωC على التوالي، وبالتالي يمكن إهمالهما.
تتضمن حلول معادلات خطوط النقل الطويلة الأجزاء المتجانسة والمنعكسة للجهد والتيار:
{\displaystyle V={\frac {V_{r}+I_{r}Z_{c}}{2}}\varepsilon ^{\gamma x}+{\frac {V_{r}-I_{r}Z_{c}}{2}}\varepsilon ^{-\gamma x}}
{\displaystyle I={\frac {V_{r}/Z_{c}+I_{r}}{2}}\varepsilon ^{\gamma x}-{\frac {V_{r}/Z_{c}-I_{r}}{2}}\varepsilon ^{-\gamma x}}
عندما يتم خط النقل بالمعاوقة العابرة؛ تُقلل الأجزاء المنعكسة من هذه المعادلات إلى الصفر، وتكون حلول الجهد والتيار على طول خط النقل متجانسة. يندمج الحمل مع خط النقل في حالة عدم وجود انعكاس للموجة، ما يجعله يبدو كخط لا نهائي. وهذا يعني في حالة خط النقل المثالي أن الجهد والتيار تبقى قيمهما ثابتة في كل مكان على طول خط النقل، وزاوية الطور متغيرة.

## حمل المعاوقة العابرة
يُعبّر عن المعاوقة العابرة في خطوط نقل الطاقة الكهربائية بحمل المعاوقة العابرة (SIL)، أو التحميل الطبيعي، وهو حمل الطاقة الذي لا يتم فيه إنتاج القدرة غير الفعالة أو امتصاصها:
{\displaystyle {\mathit {SIL}}={\frac {{V_{\mathrm {LL} }}^{2}}{Z_{0}}}}
حيث {\displaystyle V_{\mathrm {LL} }}: هو جهد خط-خط ويقاس بالفولت.
إذا حُمّل النظام بقيمة أقل من قيمة الـ (SIL)؛ ستتولّد قدرة غير فعالة في النظام، وسترتفع فولتية النظام، وسيمتص الخط القدرة غير الفعالة وسينخفض الجهد. يصف تأثير فيرانتي الزيادة في فرق الجهد التي تحدث في الطرف المخرجي من خطوط النقل الطويلة حيث يصبح فرق الجهد هناك أعلى منه عند مدخل الشبكة. يحدث هذا عندما يكون الحمل خفيفًا جدًا على الخط أو أن الحمل مفصول. تأثير فيرانتي يكون أيضًا أكثر وضوحًا في الخطوط الأرضية، حتى في المسافات القصيرة بسبب ارتفاع سعته العالية، حيث المعاوقة العابرة منخفضة جدًا، ما يؤدي بالـ (SIL) لتجاوز الحد الحراري للخط.